# Исетская черта
Исетская чертатак же Исетская линия — бывшая укреплённая линия, располагавшаяся по реке Исеть. Состояла первоначально из засек, затем им на смену пришли остроги и крепости. Основной задачей линии было противостоять набегам башкирцев, и в случае прорыва, казахов на территорию, заселённую русскими переселенцами. Постройка линии была начата в 80-е годы XVII века и была закончена в 40-е годы XVIII века.

## Географическое положение
Исетская оборонительная линия проходила по территории трёх современных областей и состояла из нескольких острогов, между которыми пролегали густые леса и труднопроходимые болота. Начиналась линия от Исетского острога и заканчивалась на реке Чусовая.

## История
В XVII—XVIII веках на территории нынешней Курганской области для охраны поселений от нападений кочевников была последовательно создана целая сеть укрепленных оборонительных линий: Исетская, Старо-Ишимская, Уйско-Тобольская и др. При этом, как некоторые линии, так и редуты и крепости, входящие в них, переносились и за ненадобностью упразднялись.
В 1685 году возведена Исетская черта — между реками Исеть и Тобол.
По плану тобольского воеводы П.И. Годунова (1667-70 гг.) для защиты южной границы от кочевых племен стала создаваться первая оборонительная линия — Исетская, которая начиналась от Тархановского острожка и далее шла вверх по Тоболу через Ялуторовскую слободу на р. Исеть, затем проходила вверх по Исети через Исетский острог, Курьинскую и Шадринскую слободы, через Далматов монастырь до Катайского острога. Далее линия шла по реке Исеть через Екатеринбург и далее по реке Чусовой.